# Општина Бикиш (Муреш)
Бикиш (рум. Bichiş) општина је у Румунији у округу Муреш.
Oпштина се налази на надморској висини од 312 m.